# 塱原

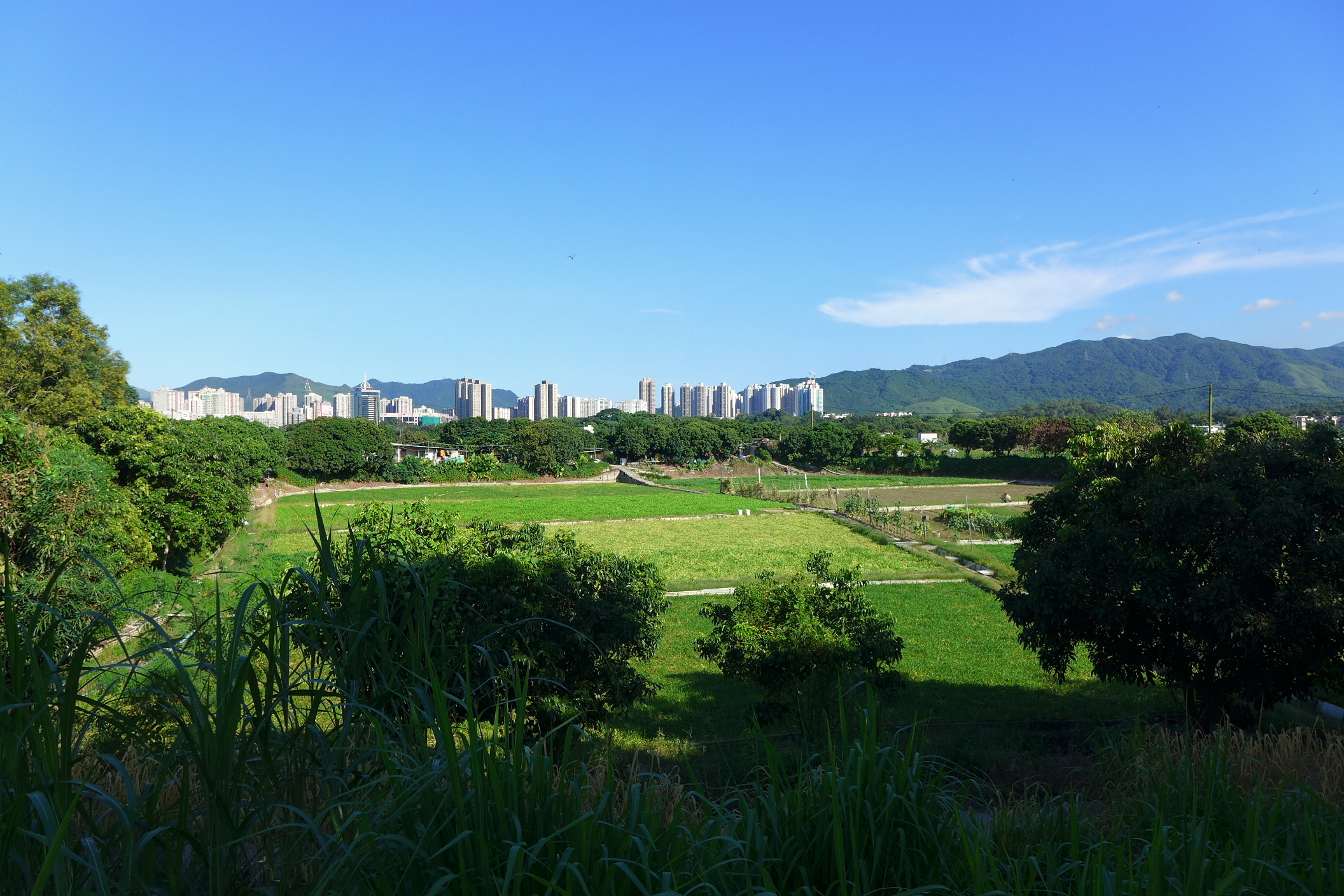
塱原仍設有種植通菜和西洋菜的濕農田

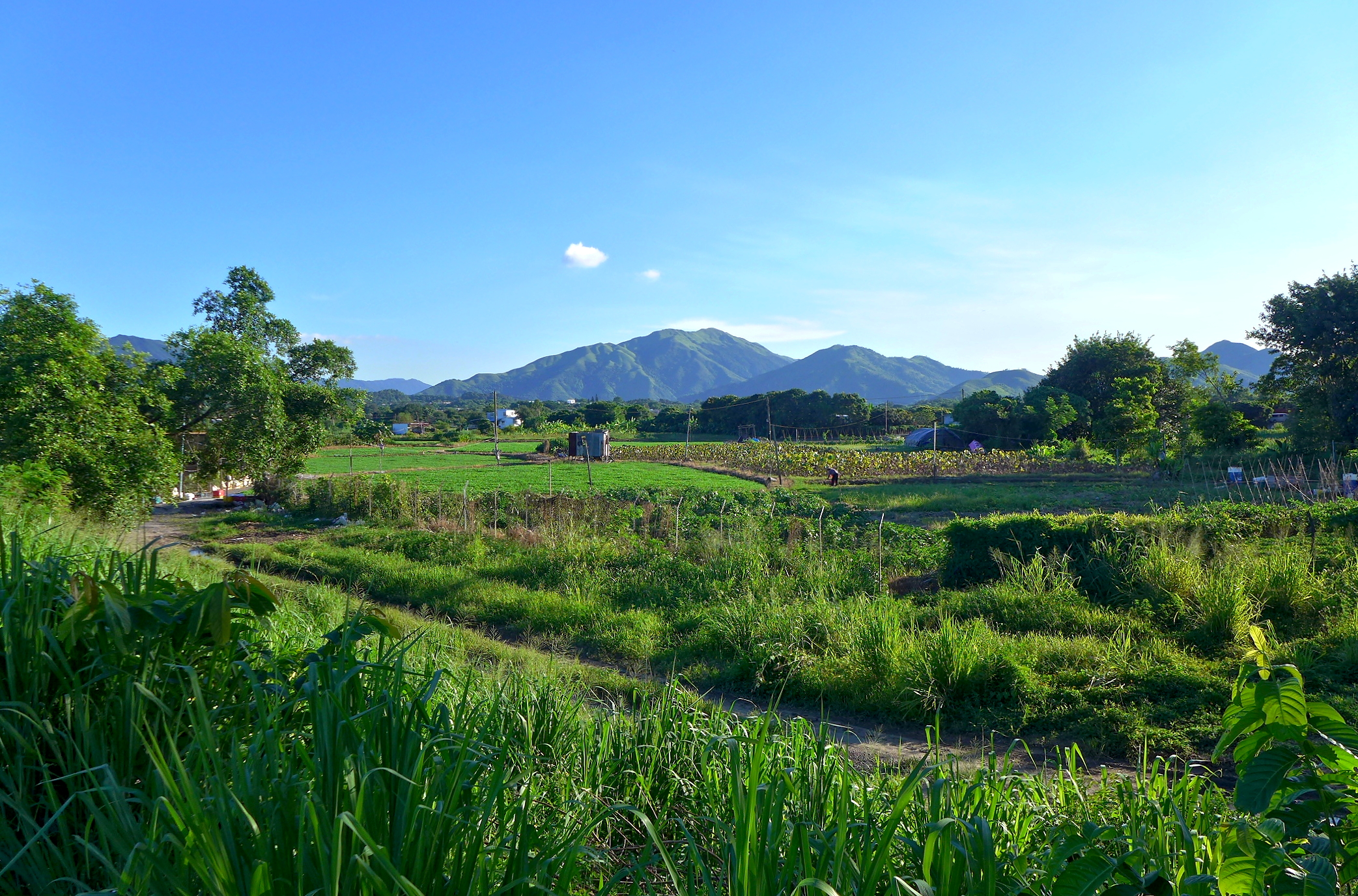
廣闊農田

塱原是香港新界北部的一片淡水濕地，位於上水的燕崗、松柏塱及河上鄉一帶，即上水市中心的西北方，佔地25公頃，石上河與雙魚河分別於東西兩側包圍塱原並交匯，該片濕地是除了米埔之外的候鳥主要停留之地。2000年代九廣鐵路計劃興建落馬洲支線經過該地，引起了對該處生態影響的關注。

## 特色
地理學上，塱原一帶屬於洪泛平原，現時仍設有種植通菜和西洋菜的濕農田，以及紅蟲塘、荷花池等淡水塘。這些地方形成各式各樣的小生境，吸引一些喜愛淡水濕地及開闊地方的鳥類。目前塱原共錄得234種鳥類品種，例如彩鷸、紫背葦鳽、紅隼、斑鶇和小蝗鶯等。

## 發展

### 落馬洲支線
1994年12月，香港政府發表鐵路發展策略，建議興建「西部走廊鐵路」，其後發展為由九廣鐵路於1996年取得營運權的九廣西鐵。其中，九廣西鐵第2期，即現時的落馬洲支線，原建議以類近西鐵第1期穿過八鄉等地的高架天橋形式穿越塱原。但這個計劃遭到各環保團體強烈反對，指興建高架橋時將會嚴重破壞塱原的生境及地貌。即使九鐵提議工程完工後會盡量回復原來面貌，但環保團體認為這無補於事。有關計劃亦於2000年被環保署否決。最終九鐵經過一段時間考慮、研究及評估後，決定改以地底隧道形式穿過塱原。雖然此方案會引致整條支線的興建成本上升、回報率下降及完工日期押後，但仍獲大多數人所接受及支持。

### 塱原自然生態公園
漁農自然護理署設立的塱原自然生態公園於2024年11月9日開放。

## 外部連結
- 塱原，香港觀鳥會